# Hydrocanthus paludicola
Hydrocanthus paludicola is een keversoort uit de familie diksprietwaterkevers (Noteridae). De wetenschappelijke naam van de soort werd in 1951 gepubliceerd door Félix Guignot.